# Styrsö
Styrsö is een plaats en eiland in de gemeente Göteborg in het landschap Västergötland en de provincie Västra Götalands län in Zweden. De plaats heeft 1331 inwoners (2005) en een oppervlakte van 158 hectare. Het eiland ligt in het zuiden van de Göteborg-archipel en bestaat vooral uit rotsen, deze rotsen zijn op sommige plaatsen begroeid en op andere plaatsen vrij kaal. Styrsö is via een brug verbonden met het eiland Donsö en er zijn veerboten van en naar het vasteland. Op het eiland zijn sporen van bewoning afkomstig uit de steentijd en bronstijd gevonden.

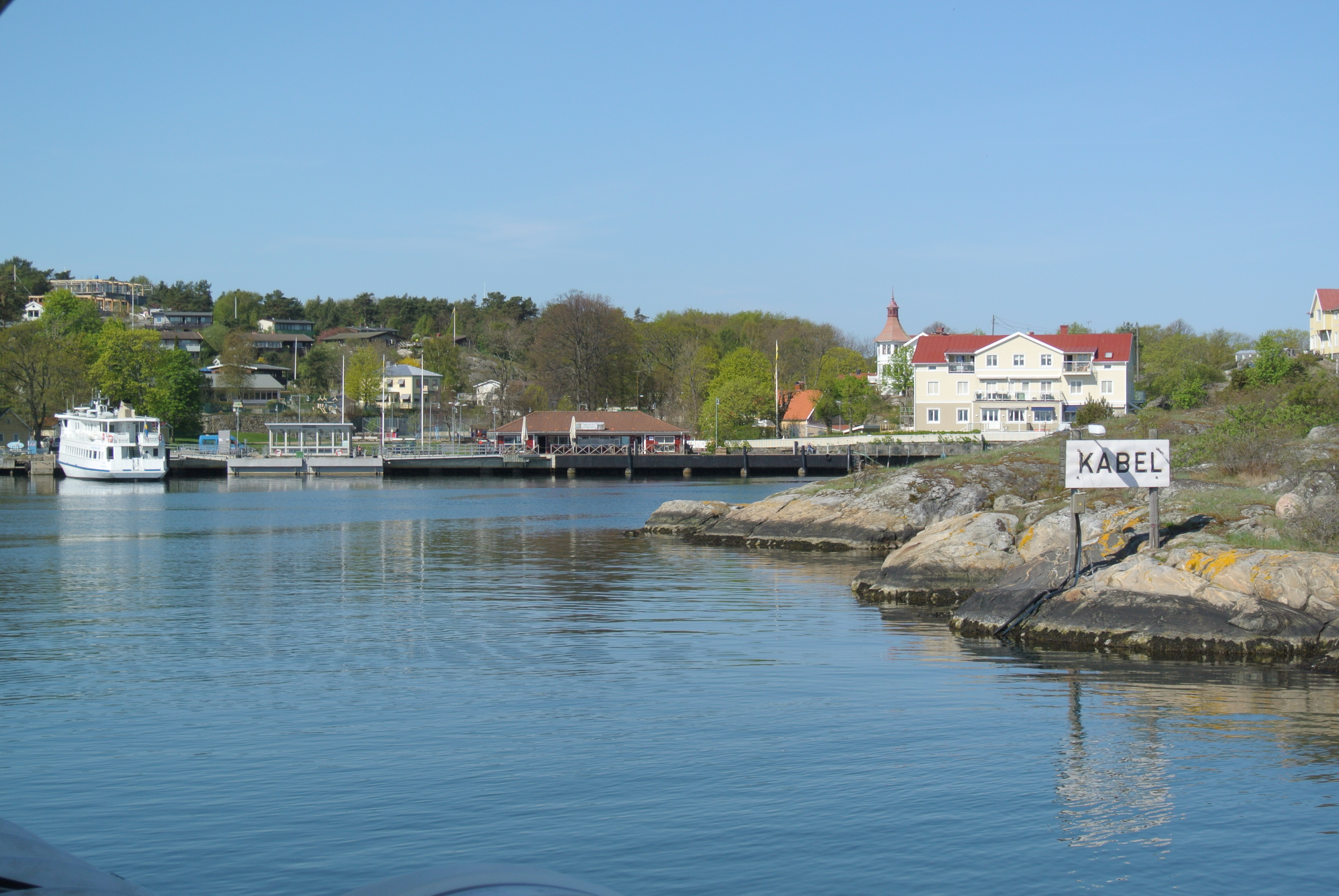
Styrsö, gezien vanaf de zee
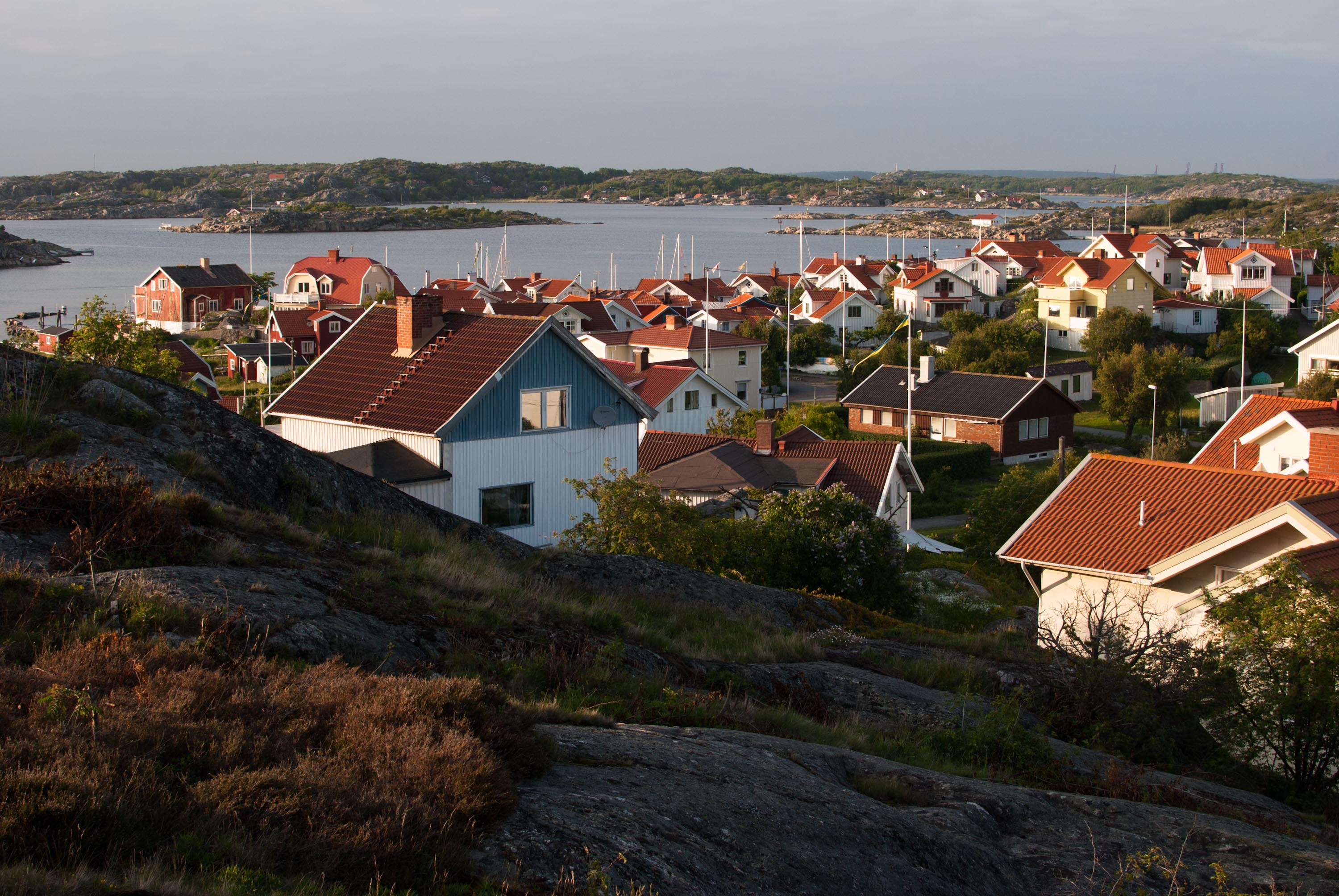
Styrsö
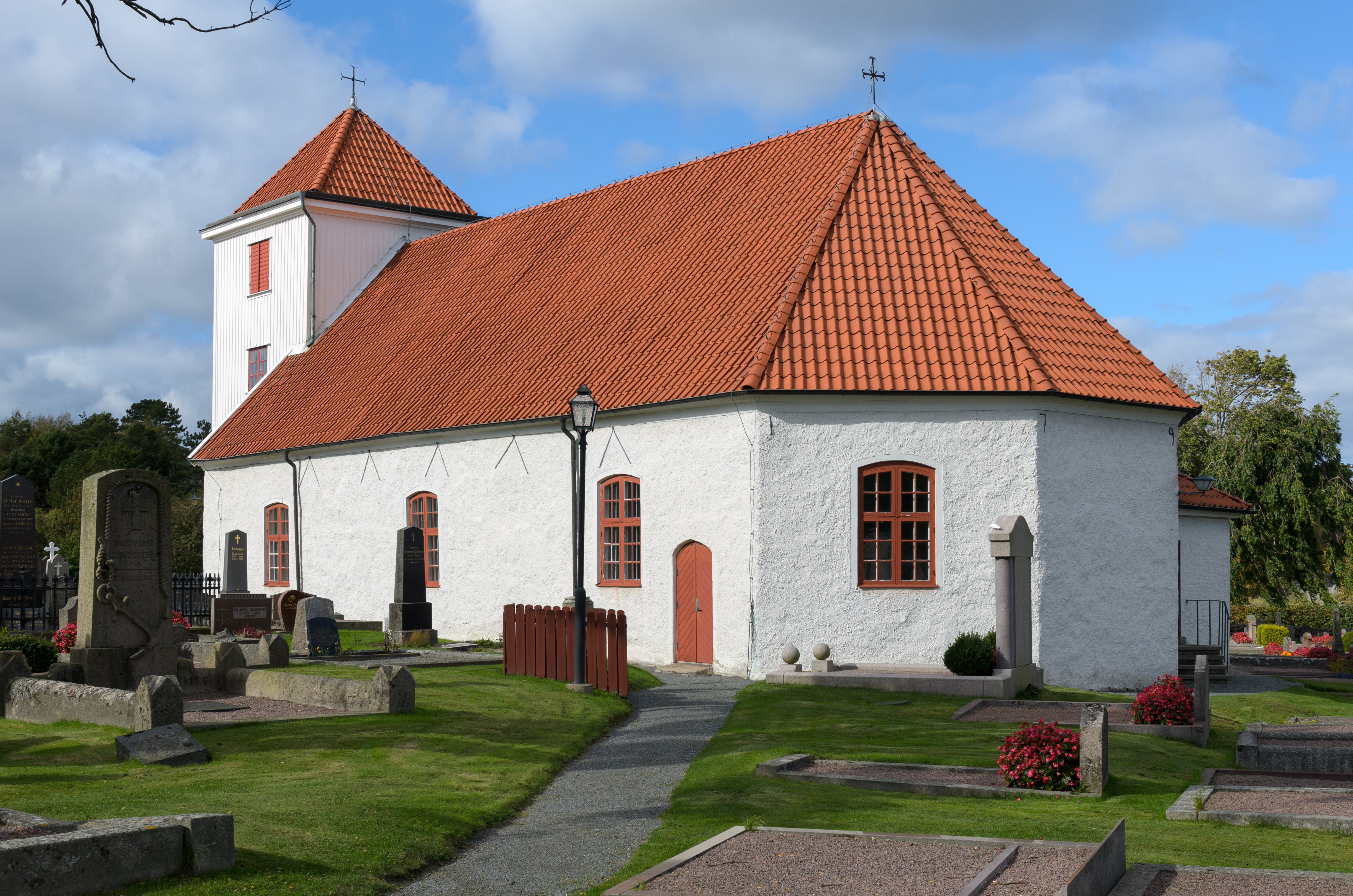
Kerk van Styrsö